# Карољ Пап
Карољ Пап (мађ. Pap Károly) (24. септембар 1897 – 31. јануар 1945) je писац мађарске поетске прозе 19. и 20. века.

## Биографија
Карољ Пап је рођен 24. септембра 1897. године у Шопрону, као син главног рабина у Шопрону, у јеврејској породици. Отац му је био Микса Полак (мађ. Pollák Miksa). Његова мајка Шарлота Полак (мађ. Pollák Sarlota) је потицала из богате породице. Своје образовање је стекао у Шопрону (мађ. Sopron). Између 1914. и 1918. године је учествовао у Првом светском рату. Године 1919. постао је црвени војник и борио се за Мађарску Совјестску Републику. 1920/1921. године је био у затвору, а затим емигрирао у Беч. Своју прву приповетку је објавио 1923. године. Његов таленат су 1926. године открили Лајош Микеш (мађ. Mikes Lajos) и Ерно Осват (мађ. Osvát Ernő) и од тада ради за књижевне часописе Ешт (мађ. Az Est) и Њугат (мађ. Nyugat). 1927. се оженио Хедвиг Солед (мађ. Solymosi Hedvig ) у Бидимпешти. 1936.  Био је номинован за награду Баумгартен, али власти нису дозволиле да му се уручи награда. 1944. године је одведен у концентрациони логор Бухенвалд, а одатле у Берген – Белзен где је 31. јануара 1945. године умро.

## Његов рад
Главна тема његовог стваралаштва је потрага за идентитетом у јудаизму. Писао је кратке приче и романе. Главни јунаци кратких прича су били људи који се боре са верским и морланим питањима. У његовим делима присутан је Христов лик који симболизује спасење. Његово најпознатије и најваћније дело је роман Азарел (1937). Главни јунак романа је мали дечак који показује одбојност према ортодоксији и лицемерју и исказује пишчев бунт прво против породице, а онда и против друштвеног поретка. Библијске слике у његовим делима сведоче о томе да је био против капитализма. Користи аутобиографске елементе. Од избијања Другог светског рата ниједна његова књига није објављена. Написао је и две драме, које су се изводиле у позориштима, Мојсије (1944) и Драма о Старом завету (1940)

## Дела
- Mikáél (кратка прича, 1929)
- Megszabadítottál a haláltól (роман, 1932)
- A VIII. stáció (роман, 1933)
- Zsidó sebek és bűnök (1935)
- Irgalom (кратка прича, 1937)
- Azarel (роман, 1937)
- Batséda/Bátséba (драма, 1940)
- Mózes (драма, 1944)
- A szűz(i)esség fátylai (новела, 1945)
- A hószobor (новела, 1954)
- Szerencse (новела,1957)
- B. városában történt I–II. (новела, 1964)
- Pap Károly színművei (1973)
- A fölbukkanó ember (кратка прича, 1977)